# 하천19세적초상
하천19세적초상(夏天十九岁的肖像, Edge of Innocence)은 중국에서 제작된 장영치 감독의 2016년 드라마, 멜로/로맨스, 미스터리 영화이다. 타오 등이 주연으로 출연하였다.

## 출연

### 주연
- 타오
- 양채옥
- 두천호
- 이몽

## 제작진
- 무술: 양길영